# Reißeck (gmina)
Reißeck – gmina w Austrii, w kraju związkowym Karyntia, w powiecie Spittal an der Drau. Według Austriackiego Urzędu Statystycznego liczyła 2225 mieszkańców (1 stycznia 2015 roku).

## Współpraca
Miejscowości partnerskie:
- Königsbronn, Niemcy
- Thalmässing, Niemcy